# KV4
25°26′24″N 32°21′36″E / 25.44000°N 32.36000°E
KV4是埃及帝王谷之中的一个坟墓。这座坟墓一开始是为拉美西斯十一世制作的，但是它的建筑进程被中断，拉美西斯自然也没有下葬。第二十一王朝的大祭司Pinedjem I似乎也打算使用这座陵墓，但他最终也中断了这个计划。KV4之所以有名，在於它是帝王谷裏被開採的最後一個王室陵墓，另一點就是它被視為在第三中間時期早期的一個用作正式拆除王室墓地的工作坊。

## 挖掘与发现
尽管KV4在古代已经被挖开，并在各个时期都遭到涂鸦（说明它曾是一个受欢迎的旅游景点），KV4并没有受到很多学术界的关注，直到John Romer在 1978-1980年间对其进行了清理。

## 位置以及布局
KV4 位于帝王谷边上的一个河谷，靠近KV46。深入山脉100m，它包括3个一组的平稳下倾的走廊，通往坟墓的主厅（尽管地板上没有刻出轴），以及2个带有柱子的厅。   在这些厅之后为葬厅，其中部地面深深地刻着一道轴线

## 資料來源
1. 1 2 3  .   [2012-01-11]. （原始内容存档于2009-04-10）.

## 外部連結
- Theban Mapping Project: KV4 - Includes description, images and plans of the tomb.